# J. T. Miller
Jonathan Tanner „J. T.“ Miller (* 14. März 1993 in East Palestine, Ohio) ist ein US-amerikanischer Eishockeyspieler, der seit Januar 2025 wieder bei den New York Rangers in der National Hockey League (NHL) unter Vertrag steht. Zuvor war der rechte Flügelstürmer bereits von 2013 bis 2018 für die Rangers aktiv, die ihn im NHL Entry Draft 2011 an 15. Position ausgewählt hatten. Zwischenzeitlich war er für die Tampa Bay Lightning (2018–2019) sowie die Vancouver Canucks (2019–2025) aktiv.

## Karriere
Miller spielte zunächst bei den Pittsburgh Hornets im Juniorenbereich, ehe er im Sommer 2009 ins Nachwuchsförderungsprogramm des US-amerikanischen Eishockeyverbandes USA Hockey wechselte, obwohl er in der OHL Priority Selection 2009 in der fünften Runde an 93. Stelle von den Plymouth Whalers aus der Ontario Hockey League ausgewählt worden war. Dort spielte der Stürmer in den folgenden beiden Jahren sowohl in den U17- und U18-Auswahlmannschaften als auch für ein weiteres Verbandsteam in der United States Hockey League. Auch nach der Saison 2009/10 war Miller dort verblieben, obwohl er im Draft der USHL in der 21. Runde an 302. Stelle von den Youngstown Phantoms gezogen worden war.

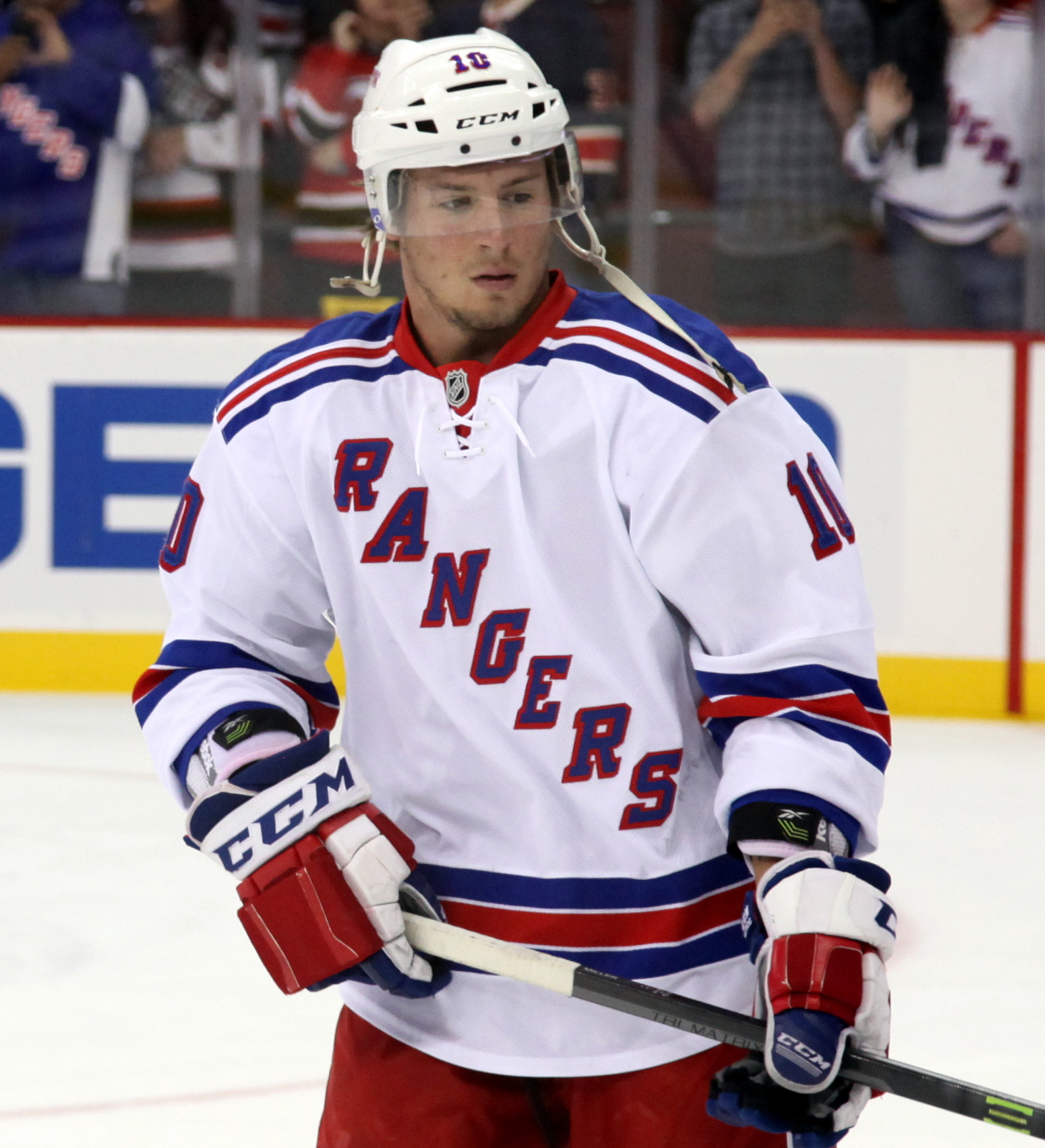
Miller im Trikot der New York Rangers (2014)

Nach der Spielzeit 2010/11 erfolgte die nächste Draftwahl, als der Angreifer im NHL Entry Draft 2011 in der ersten Runde an 15. Stelle von den New York Rangers in der National Hockey League ausgewählt wurde. Die Rangers nahmen Miller Ende Juli 2011 direkt unter Vertrag und beorderten ihn nur wenige Tage später zu den Plymouth Whalers in die Ontario Hockey League (OHL). Nach einem Jahr in der OHL und eineinhalb Jahren beim ehemaligen Farmteam der Rangers in der AHL, den Connecticut Whale, spielte Miller von 2013 bis 2015 abwechselnd für die Rangers und ihr derzeitiges Farmteam Hartford Wolf Pack. Mit Beginn der Saison 2015/16 etablierte er sich jedoch im NHL-Aufgebot und absolvierte in dieser Spielzeit alle 82 Spiele der regulären Saison, wobei er mit 43 Punkten zum fünftbesten Scorer des Teams avancierte.
Im Februar 2018 wurde Miller zur Trade Deadline samt Ryan McDonagh an die Tampa Bay Lightning abgegeben. Im Gegenzug erhielten die Rangers Wladislaw Namestnikow, die Nachwuchsspieler Libor Hájek und Brett Howden, ein Erstrunden-Wahlrecht für den NHL Entry Draft 2018 sowie ein weiteres Zweitrunden-Wahlrecht. Aus Letzterem soll eines für die erste Draftrunde werden, sofern die Lightning in den nächsten zwei Jahren den Stanley Cup gewinnen. Zudem unterzeichnete Miller im Juni 2018 einen neuen Fünfjahresvertrag in Tampa, der ihm ein durchschnittliches Jahresgehalt von 5,25 Millionen US-Dollar einbringen soll.
Bereits im Juni 2019 gaben die Lightning ihn jedoch an die Vancouver Canucks ab und erhielten im Gegenzug Marek Mazanec, ein konditionales Erstrunden-Wahlrecht im NHL Entry Draft 2020 sowie ein Drittrunden-Wahlrecht im NHL Entry Draft 2019. Das Erstrunden-Wahlrecht sollte sich um ein Jahr nach hinten verschieben, falls die Canucks die Playoffs der Saison 2019/20 verpassen sollten. Dies erfüllte sich in der Folge nicht, während Miller mit 72 Scorerpunkten aus 69 Spielen seine bisher beste Karriere-Statistik sowie dabei erstmals eine Punktquote von über 1,0 pro Spiel verzeichnete. Diese Leistungen steigerte er 2021/22 noch einmal deutlich auf 99 Punkte in 80 Spielen, wobei er auch erstmals die Marke von 30 Toren erreichte. Zudem platzierte er sich damit unter den besten 10 Scorern der Liga. In der Folge unterzeichnete er im September 2022 einen neuen Siebenjahresvertrag in Vancouver, der ihm mit Beginn der Spielzeit 2023/24 ein durchschnittliches Jahresgehalt von acht Millionen US-Dollar einbringen soll. In dieser wiederum erreichte er erstmals die Marke von 100 Punkten, mit 103 Zählern aus 81 Partien.
Spätestens mit der Saison 2024/25 allerdings wurden zunehmend Gerüchte über ein Zerwürfnis mit seinem Mannschaftskollegen Elias Pettersson kolportiert, sodass medial zunehmend über einen erneuten Transfer spekuliert wurde. Dieser geschah dann Ende Januar 2025, als Miller zurück zu den New York Rangers wechselte und er somit an seine frühere Wirkungsstätte zurückkehrte. Mit ihm gaben die Canucks zudem Erik Brännström und Jackson Dorrington an die „Broadway Blueshirts“ ab. Nach Vancouver wurden derweil Filip Chytil, Victor Mancini und ein konditionales Erstrunden-Wahlrecht im NHL Entry Draft 2025 transferiert. Letzteres ist Top-13-geschützt, verschiebt sich also automatisch um ein Jahr nach hinten, sollte es sich unter den ersten 13 Positionen befinden – wobei Vancouver dieses noch am selben Tag nutzte, um Marcus Pettersson von den Pittsburgh Penguins zu verpflichten.

### International

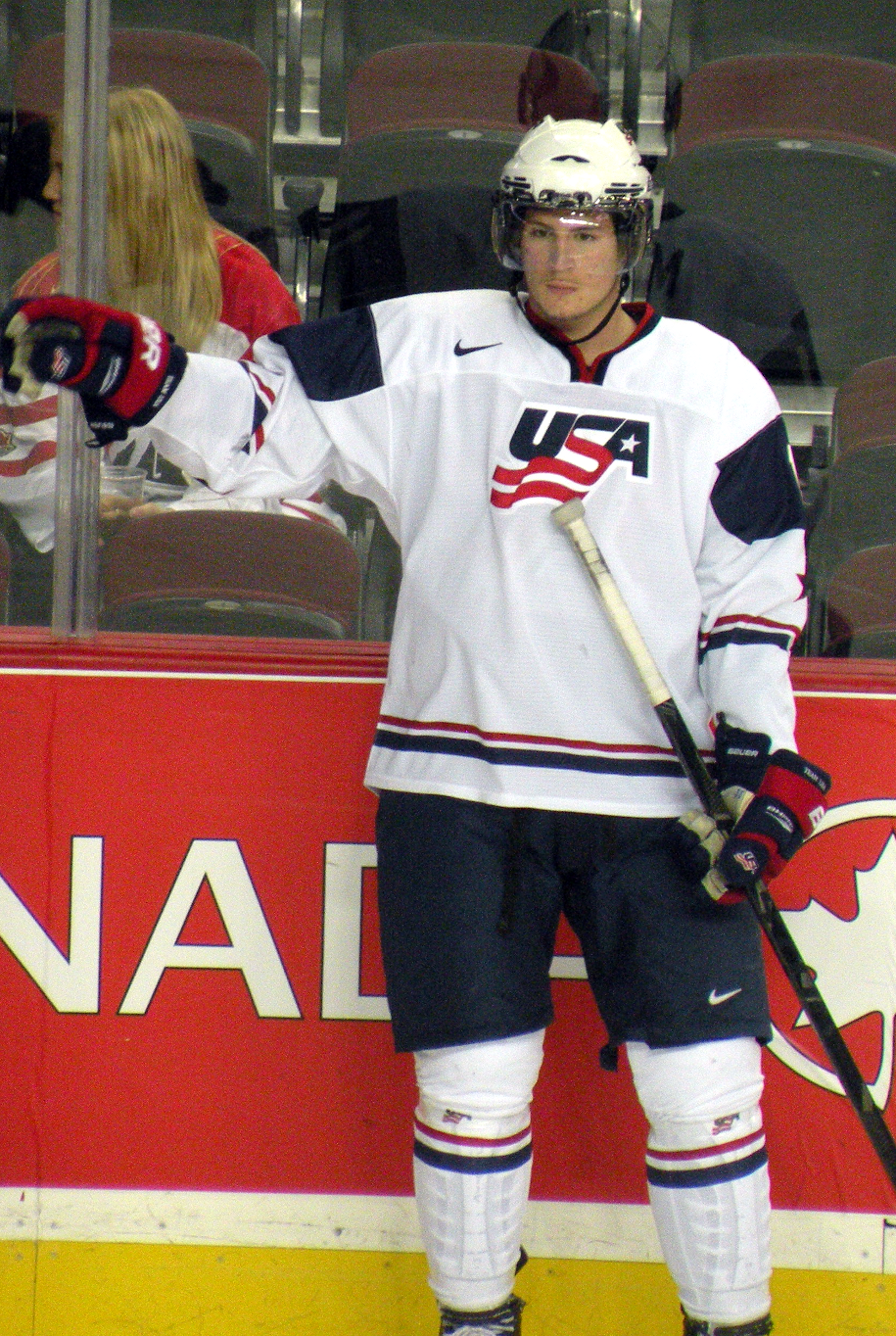
Miller bei der U20-Junioren-Weltmeisterschaft 2012

Miller vertrat die Vereinigten Staaten erstmals bei der World U-17 Hockey Challenge 2010, wo er mit dem Team die Goldmedaille gewann. Gleichzeitig war er gemeinsam mit dem Finnen Joel Armia, dem Russen Alexander Chochlatschow und dem Schweden Mika Zibanejad bester Torschütze des Wettbewerbs. Eine erneute Goldmedaille folgte bei der U18-Junioren-Weltmeisterschaft 2011. Mit zwölf Scorerpunkten war der Stürmer als Topscorer des Teams maßgeblich daran beteiligt. Bei der U20-Junioren-Weltmeisterschaft 2012 belegte er den siebten Rang mit der Mannschaft.

## Erfolge und Auszeichnungen
- 2013 Teilnahme am AHL All-Star Classic
- 2024 Teilnahme am NHL All-Star Game

### International
- 2010 Goldmedaille bei der World U-17 Hockey Challenge
- 2010 Bester Torschütze der World U-17 Hockey Challenge (gemeinsam mit Joel Armia, Alexander Chochlatschow und Mika Zibanejad)
- 2011 Goldmedaille bei der U18-Junioren-Weltmeisterschaft
- 2013 Goldmedaille bei der U20-Junioren-Weltmeisterschaft

## Karrierestatistik
Stand: Ende der Saison 2024/25

### International
| Vertrat die USA bei: - World U-17 Hockey Challenge 2010 - U18-Junioren-Weltmeisterschaft 2011 - U20-Junioren-Weltmeisterschaft 2012 | - U20-Junioren-Weltmeisterschaft 2013 - 4 Nations Face-Off 2025 | Vertrat Team Nordamerika bei: - World Cup of Hockey 2016 |

(Legende zur Spielerstatistik: Sp oder GP = absolvierte Spiele; T oder G = erzielte Tore; V oder A = erzielte Assists; Pkt oder Pts = erzielte Scorerpunkte; SM oder PIM = erhaltene Strafminuten; +/− = Plus/Minus-Bilanz; PP = erzielte Überzahltore; SH = erzielte Unterzahltore; GW = erzielte Siegtore; 1 Play-downs/Relegation; Kursiv: Statistik nicht vollständig)